# Peter II av Sicilien
Peter II av Sicilien, född 1304, död 1342, var en monark (kung) av Sicilien från 1337 till 1342.